# Kammerforst (Thüringen)

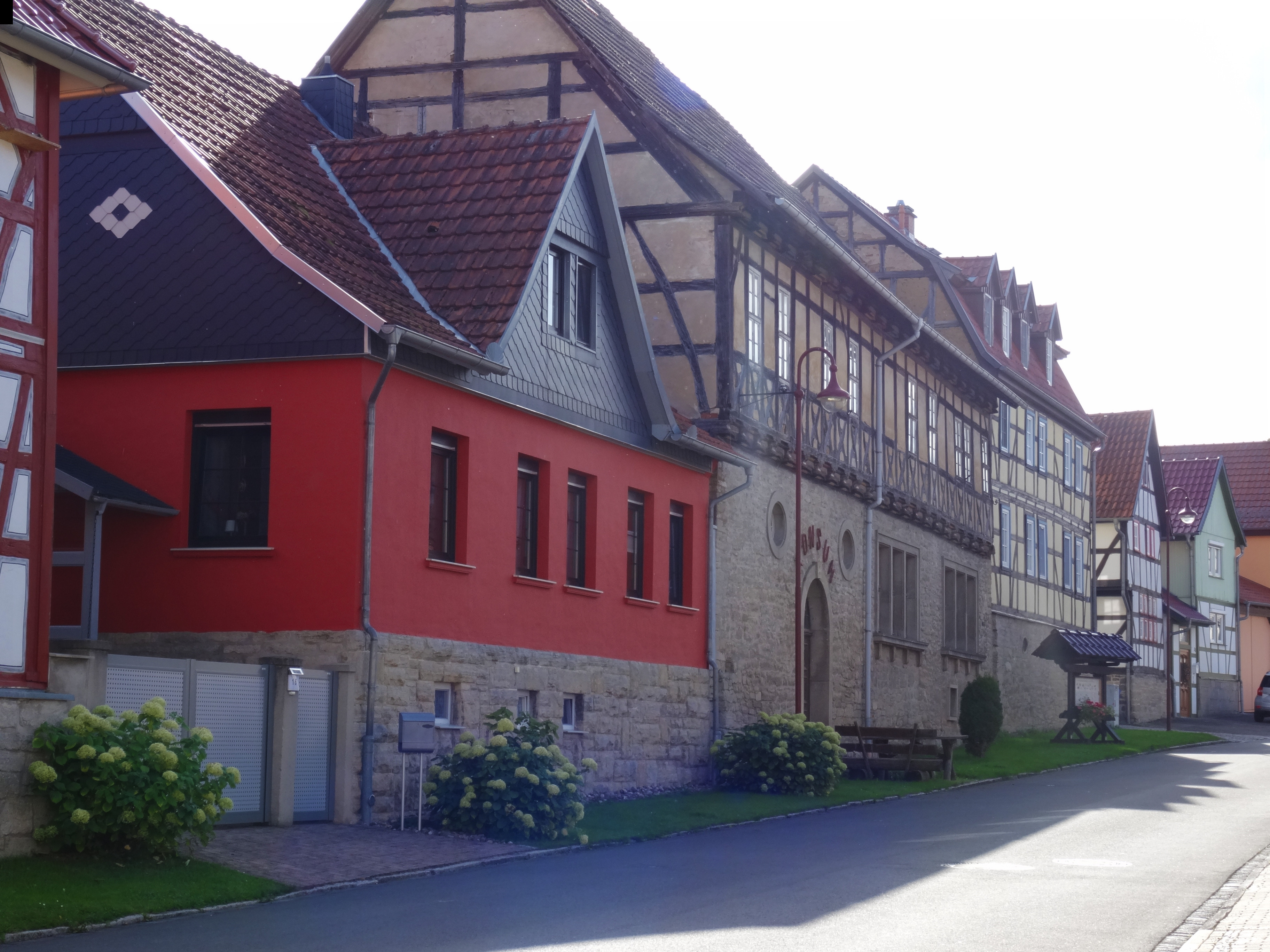
Ortsansicht

Kammerforst ist eine Gemeinde in thüringischen Unstrut-Hainich-Kreis (Deutschland). Die Gemeinde Vogtei ist erfüllende Gemeinde für Kammerforst.

## Lage
Die knapp 800 Einwohner zählende Gemeinde Kammerforst liegt am gleichnamigen  Kammerbach, langgezogen zwischen sanften Hügeln am Ostrand des Hainich und ist eine Nationalparkgemeinde.

## Geschichte
Etwa zwei Kilometer südöstlich der Ortslage befinden sich im Waldstück Gotternsches Holz die Reste einer als Hüneburg bezeichneten Fliehburg am Ostrand des Hainich. Zum Burgareal gehört auch der dort von den Wallresten umschlossene Hünenteich, gegenwärtig wird vor Ort eine kulturgeschichtliche Schauanlage zur Besiedlungsgeschichte des Hainich aufgebaut.
Kammerforst wurde 860 erstmals in der Schreibform Cemeforste als Besitz des Klosters Fulda erwähnt, der freie Adlige Dietericus schenkte diesem Kloster 12 Hufen Land. Im Jahre 918 verfügte der sterbende ostfränkische König Konrad I. testamentarisch, dass dem Kloster Fulda für bestimmte Leistungen nach seinem Tode auch ein Gut übergeben werden sollte, das sich in Zemofurte befand.
Einige Orte nördlich von Kammerforst bildeten im Spätmittelalter das Sondergebiet der Vogtei Dorla, es wurde nach der Entmachtung und Vertreibung der Treffurter Ritter als Ganerbschaft Treffurt verwaltet. Einfluss auf die Ortsgeschichte hatte das Adelsgeschlecht von Seebach. Im Ort wurde 1515 der Kirchturm erbaut, die Kirche selbst soll zunächst ein Fachwerkbau gewesen sein. Die verschuldeten von Seebach mussten 2/3 ihres Ritterguts 1625 an Johann Christoph von Harstall abtreten, der es später denen von Eschwege verkaufte. Dieser Anteil des Rittergutes wurde als Oberhof oder von Eschwegischer Abteil bezeichnet. Im Dreißigjährigen Krieg wurde der Ort von Kaiserlichen gebrandschatzt. Mit dem Neubau der Kirche wurde 1687 begonnen. Nach 1764 gehörten Ober- und Unterhof wieder den Herren von Seebach.
Kammerforst war bis 1815 der westlichste Ort des Kurfürstentums bzw. Königreichs Sachsen. Er lag im kursächsischen Amt Langensalza. Nach der Abtretung an Preußen gehörte Kammerforst von 1816 bis 1944 zum Kreis Langensalza in der Provinz Sachsen.
Kammerforst war am 22. Mai 1994 der Verwaltungsgemeinschaft Vogtei beigetreten. Seit der Gründung der Gemeinde Vogtei und der Auflösung der Verwaltungsgemeinschaft Vogtei am 31. Dezember 2012 ist die Gemeinde Vogtei erfüllende Gemeinde für Kammerforst.

## Politik

### Gemeinderat
Der Gemeinderat in Kammerforst setzt sich aus acht Gemeinderatsmitgliedern zusammen, die auf fünf Jahre gewählt werden. Bei der Gemeinderatswahl am 26. Mai 2024 wurden sieben Männer und eine Frau gewählt, die alle der BI „Zukunft Kammerforst“ angehören. Die Wahlbeteiligung lag bei 63,6 %.

### Bürgermeister
Christian Konkel (FDP) wurde mit 90,9 Prozent bei den Kommunalwahlen in Thüringen 2019 zum Bürgermeister gewählt. Die Amtszeit beträgt sechs Jahre, die Wahlbeteiligung lag bei 59,2 Prozent.

### Wappen
Blasonierung:„In Silber eine grüne Fichte.“
Das Wappen symbolisiert den Waldreichtum im Gemeindegebiet und steht gleichzeitig redend für den Ortsnamen.

## Wirtschaft und Infrastruktur

### Abwasserbeseitigung
Die Aufgabe der Abwasserbeseitigung hat die Gemeinde auf den Trink- und Abwasserzweckverband "Notter" übertragen.

## Religionen
Die Evangelische Kirchgemeinde Sankt Andreas von Kammerforst gehört zum Kirchenkreis Mühlhausen, Bereich Bad Langensalza. Zur Pfarrei Kammerforst gehören als Filial die Orte Oppershausen und Heroldishausen.

## Kultur und Sehenswürdigkeiten

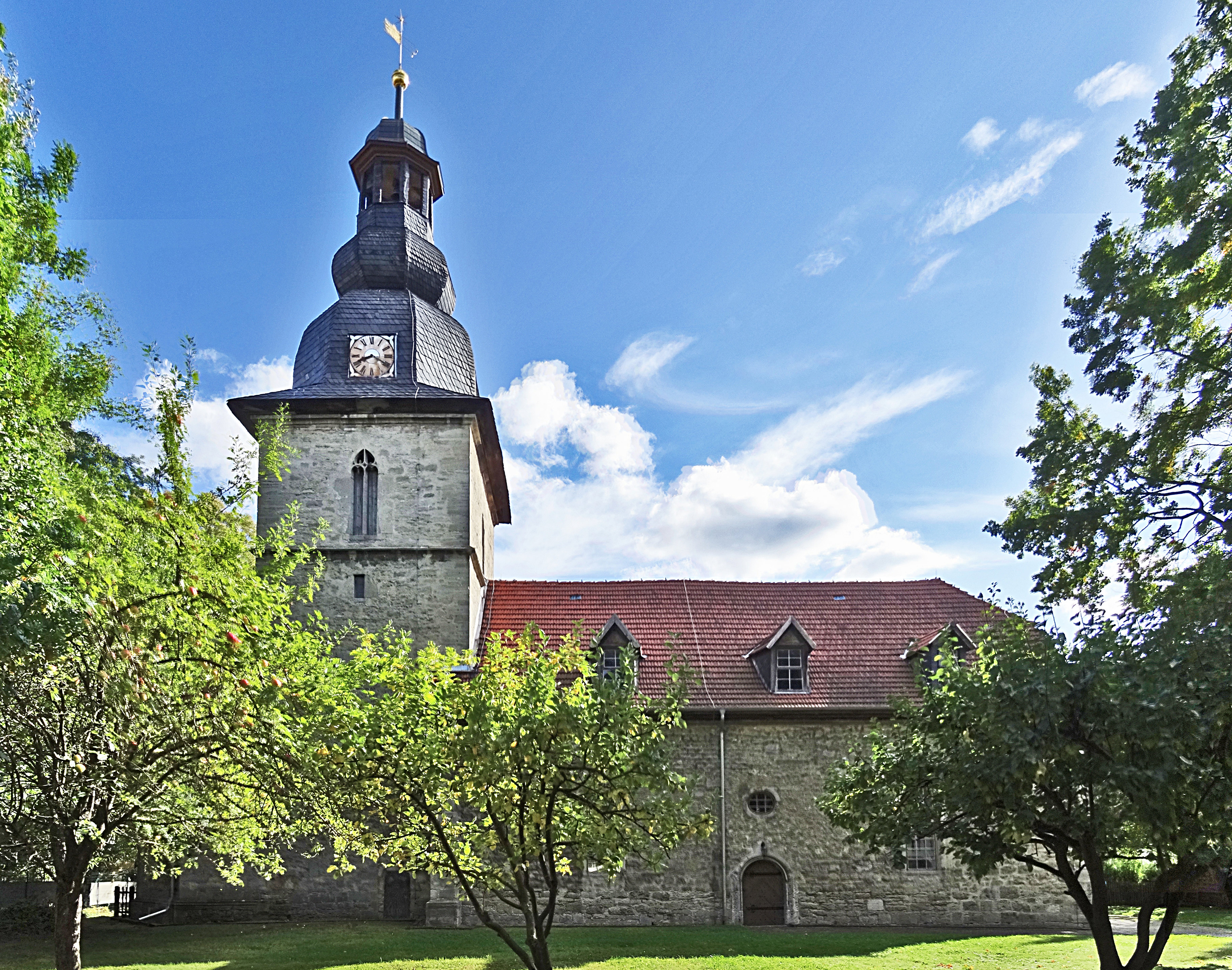
St. Andreas

Zu den Festen des Dorfes gehören das Kirschenfest, das Waldfest, das Maienfest sowie ein Blasmusikfest. Im Jahresverlauf finden zahlreiche, von der Nationalparkverwaltung organisierte Veranstaltungen und Führungen statt.

### Kirche
Die am Anger des Unterdorfes stehende Kirche wurde dem Apostel Andreas geweiht. Ursprünglich soll sich ein Turm westlich vom Kirchenschiff befunden haben, der jetzige Turm befindet sich heute über dem Altarraum im Osten und wurde 1515 erbaut. Während des Dreißigjährigen Krieges wurde die St.-Andreas-Kirche zerstört und 1687 neu erbaut. Eine dreiseitige Apsis schließt sich an den Turm an. Das Kirchenschiff hat zwei umlaufende Emporen. 
Das barocke Deckengemälde an der Deckentonne (Himmelfahrt Jesu) wird von vier Aposteldarstellungen flankiert, die auf Adolf Rettelbusch zurückgehen. Für den Kammerforster Maler wurde vor der Kirche ein Findling aufgestellt. 
Im Kirchenschiff befindet sich in Fortführung der ersten Empore links und rechts des Altars zwei Patronatslogen, da nach Teilung des Kammergutes zwei Kirchenpatronate für die von Seebach und von Eschwege bestanden. Zum Einbau der zweiten Loge wurde die Kanzel entfernt und über dem Altar angebracht. 
Die Patronatsloge in barocker Gestaltung wurde auf Höhe der unteren Empore eingebaut und hat ein zeitgenössisches Deckengemälde (der Prophet Elia in der Wüste). Die Loge besaß einen separaten Fachwerkzugang von außen, der in den 1970er Jahren entfernt wurde. Beseitigt wurde auch ein auf der Westseite befindlicher holzverkleideter Aufgang zur Männer-Empore.

### Rittergut
Nach dem Bauernkrieg 1525 wurde das adelige Gut in Kammerforst in ein Ober- und ein Untergut aufgeteilt. Die Gebäude waren nur schwach befestigt und dienten landwirtschaftlichen Zwecken. Heute beherbergt das Obergut die Nationalparkausstellung „Naturerbe Hainich“, sie hatte in der bisherigen Form 60.000 Besucher und wurde 2010 in neu gestalteter Form wiedereröffnet.

### Landhotel „Zum braunen Hirsch“
Das 1837 erbaute Gebäude ist in fünfter Generation im Familienbesitz und ein kulturelles Zentrum der Gemeinde, hier wurde im April 1994 der Hainich-Rennsteig-Verein gegründet.

### Hünenburg, Nationalpark Hainich
Im Bereich eines ehemaligen Militärgeländes am Südwestrand von Kammerforst befindet sich die Hünenburg (Lage).

### Wildkatzenkinderwald
Etwa 500 Meter von der Hünenburg entfernt wurde am 13. Mai 2003 der Spiel- und Lernort Wildkatzenkinderwald am Rande des Nationalparks eröffnet. Mit zahlreichen kuriosen Holzplastiken im Gelände, dem Kletterlabyrinth, Kriechtunnel, und anderen Spielgerät ist der Spielort auch schon für die Kleinsten interessant. Die hier in einem Holzhaus errichtete Umweltbildungsstation bietet fachkundige Beratung und thematische Schulungen zur heimischen Tier- und Pflanzenwelt an.

## Sonstiges
- Als Zeugnisse eines derben Volkshumors bildeten sich bereits vor Jahrhunderten Besonderheiten des jeweiligen Dorfes charakterisierende Neck- und Spitznamen heraus. Demnach lebten hier im Ort die Kammerforster Holzböcke – Grund: Kammerforst besaß – im Gegensatz zu manch neidischem Nachbarort – einen eigenen Waldbezirk im Hainich.[9]

## Söhne und Töchter der Gemeinde

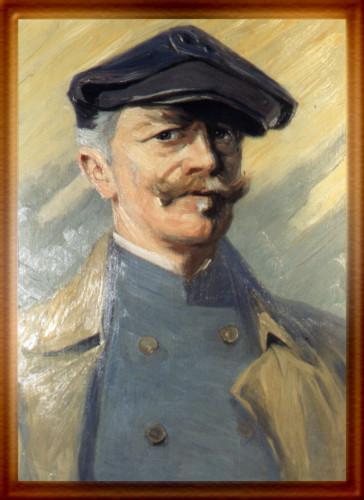
Adolf Rettelbusch

- Rudolf von Bünau (1762–1841), württembergischer Generalmajor und Hofmarschall
- Adolf Rettelbusch (1858–1934), Brockenmaler